# Reine Kassa
La reine Kassa est une reine de l'empire du Mali, première épouse du Mansa Souleiman. Elle est également connue comme une des femmes les plus puissantes de l'époque et un symbole de l'égalité des genres et du droit des femmes au Moyen Âge. 

## Reine de l'empire du Mali
Kassa est la première femme du Mansa Souleiman, empereur du Mali entre 1341 et 1360, et partage avec lui le pouvoir sur l'empire, alors comparable à l'empire romain en termes de superficie (il comprend l'actuel Mali, Mauritanie, Guinée, Sénégal). En plus d'être son épouse, Kassa était la cousine paternelle de Souleiman ce qui lui attribue des privilèges. 

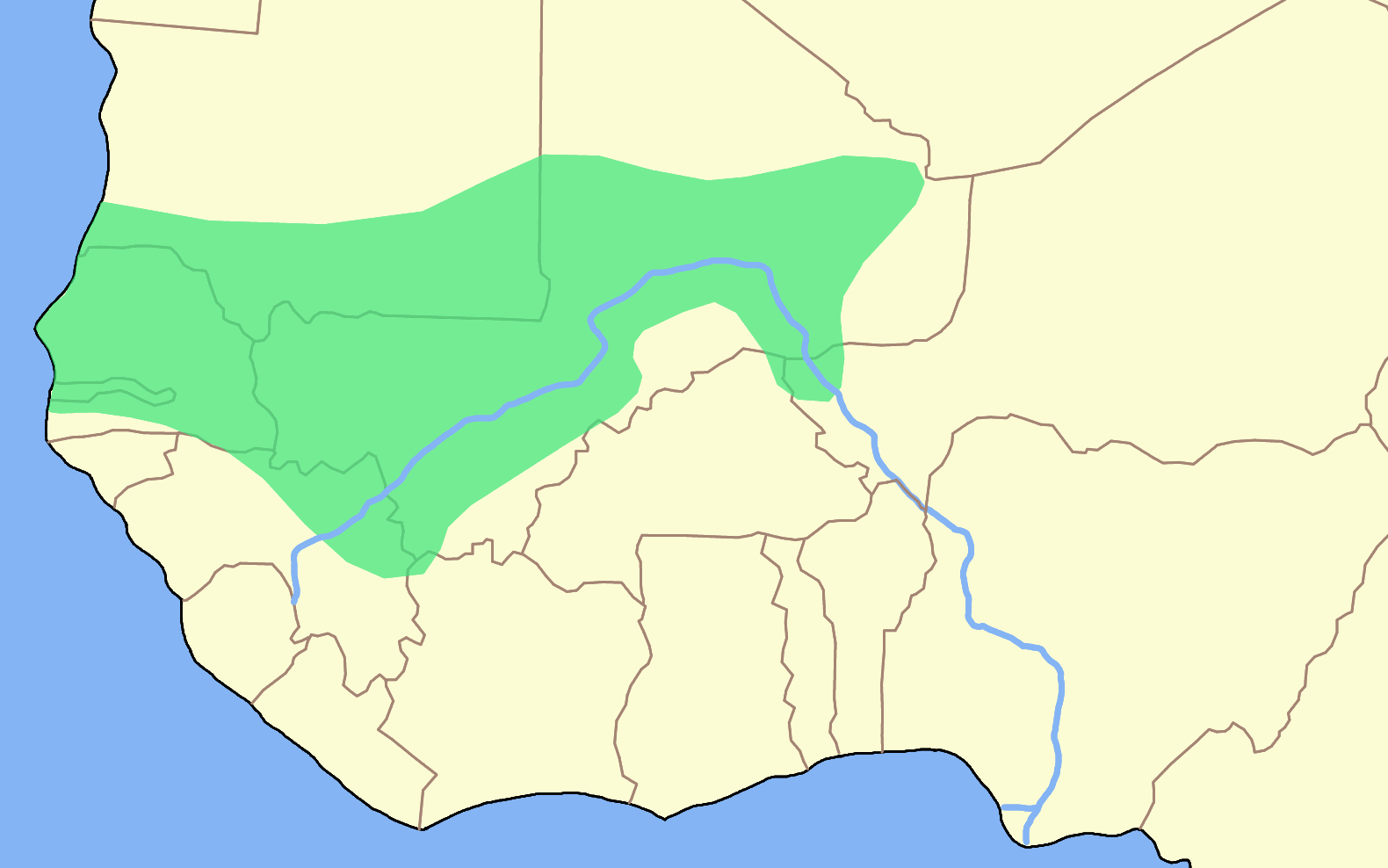
Empire du Mali

## Rôle politique - une femme de pouvoir
Si dans l'empire du Mali, les épouses royales n'avaient généralement qu'un rôle limité, la reine Kassa prenait une très grande part dans le monde politique, partageant la prise de décision politique avec son mari, empereur. Au-delà d'avoir une influence sur les décisions, elle en était porteuse au même titre que le mansa, et elles étaient annoncées en leurs noms. 

## Règne - une civilisation riche et paisible
Si l'empire recouvre un large territoire avec une grande diversité d'ethnies et de cultures, elles sont à l'époque du règne de Kassa et Souleiman, réputées vivre en harmonie et en bonne intelligence. Ibn Battuta, grand explorateur marocain, rapporte de son séjour dans l'empire mandingue en 1352, l'ampleur du territoire, la qualité de l'administration, la sécurité des déplacements et la paix. 